# Henning Holst
Henning Holst (født 25. oktober 1891 i København, død 20. marts 1975 i Gentofte) var en dansk hockeyspiller og civilingeniør som både deltog ved de olympiske lege i 1920 i Antwerpen, 1928 i Amsterdam og 1936 i Berlin.
Holst var med på det danske hold ved OL i 1920, hvor blot fire hold deltog og spillede alle mod alle. Danmark tabte den første kamp 1-5 til Storbritannien, men vandt derpå 9-1 over Frankrig og 5-2 over Belgien og blev dermed nummer to efter Storbritannien og fik sølv, mens Belgien fik bronze. Holst scorede to mål i turneringen.
Ved OL 1928 spillede han alle fire kampe for Danmark, der blev nummer tre i indledende runde og ikke gik videre; Holst scorede tre mål. Ved OL 1936 blev Danmark med Holst nummer tre og sidst i sin pulje efter uafgjort mod Afghanistan og nederlag til Tyskland.
Holst stillede op for klubben Orient i Lyngby. Han var formand for Dansk Hockey Union 1951-1959.